# Berlingen (Eifel)
Berlingen ist eine Ortsgemeinde im Landkreis Vulkaneifel in Rheinland-Pfalz. Sie gehört der Verbandsgemeinde Gerolstein an.

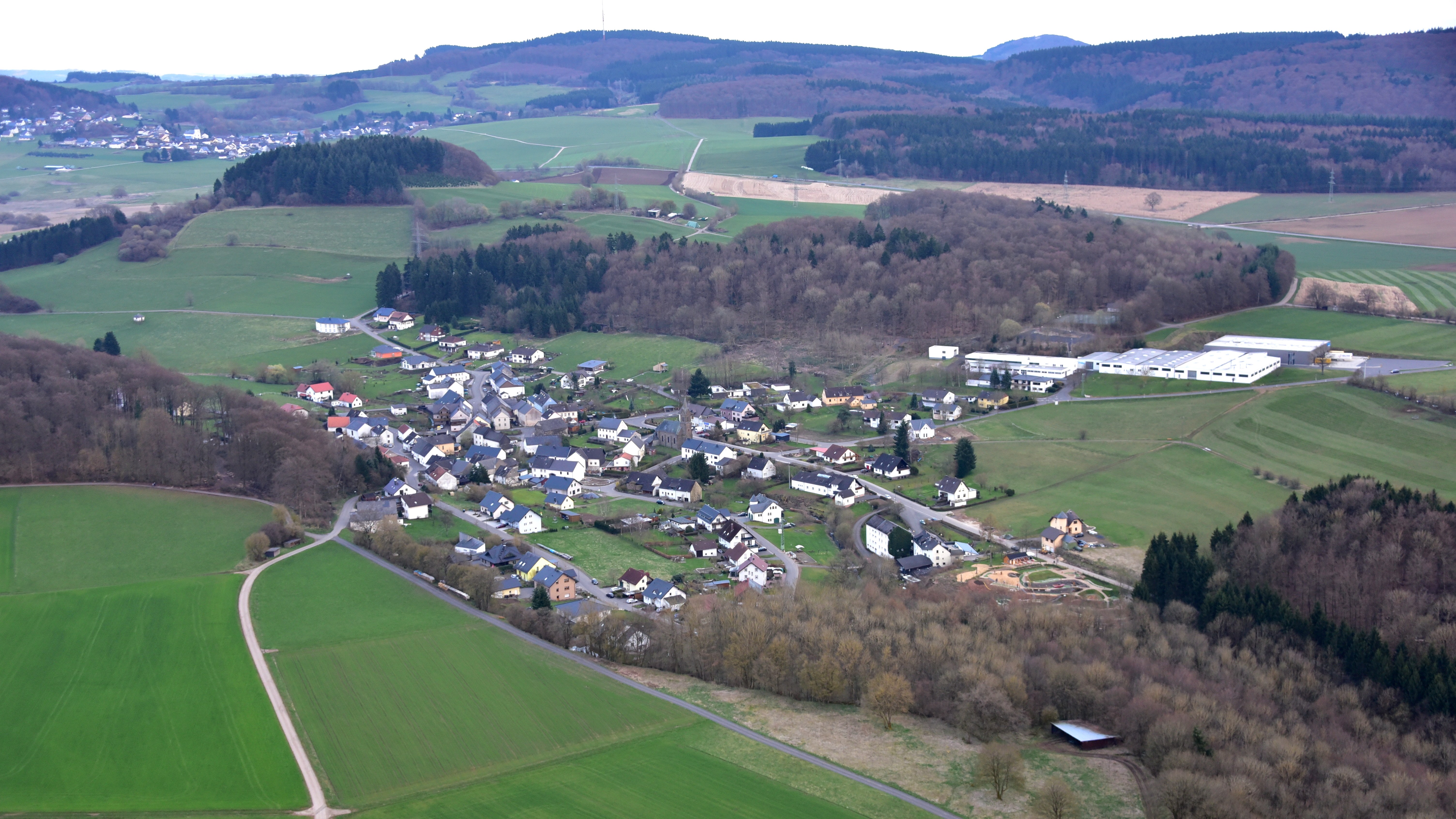
Berlingen (Eifel), Luftbild (2016)

## Geographie
Berlingen  liegt in der Osteifel (Vulkaneifel) etwa fünf Kilometer nordöstlich von Gerolstein. durch den Ort fließt der Berlinger Bach, ein Nebenfluss der Kyll.
Zu Berlingen  gehört auch der Wohnplatz Weilerhof.
Angrenzende Nachbargemeinden sind Hohenfels-Essingen, Hinterweiler, Kirchweiler, Gerolstein, Pelm und Rockeskyll.

## Geschichte
Berlingen wurde erstmals im Jahr 1201 als Sitz eines Rittergeschlechts urkundlich erwähnt. Ritter von Berlingen und seine Ehefrau schenkten dem Kloster Himmerod ihre Güter zwischen „Wilre“ (Kirchweiler) und „Fincroth“ (Finkenroth, Wüstung zwischen Kirchweiler und Neroth).
Nach dem Trierer Feuerbuch umfasste Berlingen im Jahr 1563 acht und im Jahr 1684 sechs Feuerstellen. Bis Ende des 18. Jahrhunderts gehörte der Ort landesherrlich zum Kurfürstentum Trier und unterstand als Teil der Zent Kirchweiler im Gericht Rockeskyll der Verwaltung des Amtes Daun. 1787 verzeichnete Berlingen 86 Einwohner.
Nach der Annexion des Linken Rheinufers im Ersten Koalitionskrieg (1794) gehörte Berlingen von 1798 bis 1814 zum Kanton Gerolstein im Saardepartement.
Aufgrund der auf dem Wiener Kongress (1815) getroffenen Vereinbarungen kam u. a. der Eifeler Teil des Saardepartements zum Königreich Preußen. Unter der preußischen Verwaltung gehörte Berlingen zur Bürgermeisterei Rockeskyll im 1816 neu errichteten Kreis Daun des Regierungsbezirks Trier, der von 1822 an Teil der Rheinprovinz war.
Nach dem Ersten Weltkrieg gehörte das Gebiet zum französischen Teil der Alliierten Rheinlandbesetzung. Nach dem Zweiten Weltkrieg wurde Berlingen innerhalb der französischen Besatzungszone Teil des damals neu gebildeten Landes Rheinland-Pfalz.
Bevölkerungsentwicklung
Die Entwicklung der Einwohnerzahl von Berlingen, die Werte von 1871 bis 1987 beruhen auf Volkszählungen:
| Jahr | Einwohner |
| ---- | --------- |
| 1815 | 116       |
| 1835 | 140       |
| 1871 | 157       |
| 1905 | 177       |
| 1939 | 192       |
| 1950 | 217       |
| 1961 | 220       |

| Jahr | Einwohner |
| ---- | --------- |
| 1970 | 226       |
| 1987 | 216       |
| 1997 | 226       |
| 2005 | 199       |
| 2011 | 221       |
| 2017 | 231       |
| 2023 | 212       |

## Politik

### Gemeinderat
Der Gemeinderat in Berlingen besteht aus sechs Ratsmitgliedern, die bei der Kommunalwahl am 9. Juni 2024 in einer Mehrheitswahl gewählt wurden, und dem ehrenamtlichen Ortsbürgermeister als Vorsitzendem.

### Bürgermeister
Bernd Böffgen wurde am 24. Juli 2024 Ortsbürgermeister von Berlingen. Bei der Direktwahl am 9. Juni 2024 war er ohne Gegenkandidat mit 93,4 % der Stimmen für fünf Jahre gewählt worden.
Böffgens Vorgänger Erwin Schüller trat zur Wahl am 9. Juni 2024 nicht erneut als Ortsbürgermeisterkandidat an. Zuletzt bei der Direktwahl am 26. Mai 2019 war er mit einem Stimmenanteil von 80,95 % für weitere fünf Jahre in diesem Amt bestätigt worden.

### Wappen
| Wappen von Berlingen | Blasonierung: „In Silber eine eingeschobene rote Spitze, darin über einer erniedrigten silbernen Wellenleiste ein goldener Zinnenturm, vorn ein grüner Mühlstein, belegt mit drei goldenen Ähren, hinten ein grünes Buchenblatt.“ |
| Wappen von Berlingen | |

## Kultur und Sehenswürdigkeiten

### Bauwerke
In der Denkmalliste des Landes Rheinland-Pfalz (Stand: 2023) werden folgende Kulturdenkmäler genannt:
- Katholische Kirche St. Quirinus, Saalbau von 1883
- Sechsachsiges Wohnhaus, bezeichnet 1808

Siehe auch: Liste der Kulturdenkmäler in Berlingen

### Naturdenkmäler
Eine Sehenswürdigkeit ist die Befreiungsbuche auf dem Berg Alter Voß (588 m ü. NHN) (Lage). Von dort bietet sich auch ein schöner Ausblick in die Gegend der Vulkaneifel.
Das Naturdenkmal ist unter der Nummer ND-7233-404 heißt es „Gipfel des alten Voß mit Befreiungsbuche nördlich von Berlingen, Gewann Auf Alterfaß“, flächenhaftes Naturdenkmal; darin: Fagus sylvatica, angeblich vor 1650 gekeimt; 34 m hoch bei 3,15 m Brusthöhenumfang und 20 m Kronendurchmesser.

## Wirtschaft und Infrastruktur
Berlingen wird von der Kreisstraße 35 an das Straßennetz angeschlossen.

## Persönlichkeiten
- Peter Kühn (* 1949 in Berlingen), Germanist, Hochschullehrer für Linguistik